# Pringy, Haute-Savoie
Pringy este o comună în departamentul Haute-Savoie din sud-estul Franței. În 2009 avea o populație de 3.492 de locuitori.

## Evoluția populației
| An        | 1975  | 1982  | 1990  | 1999  | 2006  | 2009  |
| --------- | ----- | ----- | ----- | ----- | ----- | ----- |
| Populație | 1.369 | 1.915 | 2.462 | 2.616 | 3.249 | 3.492 |